# Martin Fritz (Autor)
Martin Fritz (* 1982 in Rum) ist ein österreichischer Autor, Literaturwissenschaftler und Theatermacher.

## Leben und Werk
Fritz studierte Vergleichende Literaturwissenschaft und Germanistik an der Universität Innsbruck. Während seines Studiums beteiligte er sich am Aufbau einer Poetry-Slam-Szene in Innsbruck, unter anderem mit Markus Köhle. 2002 gründete sich der Innsbrucker Poetry Slam (seit 2011 Bäckerei Poetry Slam), der älteste bestehende Poetry Slam Österreichs. Von 2007 bis 2015 war er war Mitglied der Lesebühne Text ohne Reiter, seit 2018 ist er Teil der Lesebühne FHK5K. Er organisiert und moderiert Literaturveranstaltungen, arbeitet beim Literaturfestival Sprachsalz, und dem Innsbrucker Prosafestival. Er schreibt monatliche Kolumnen für die Innsbrucker Kulturplattform p.m.k und die Straßenzeitung 20er. Fritz ist Regionaldelegierter für Tirol der Grazer Autorinnen Autorenversammlung. In einem FM4 Interview sagte Fritz über sein Engagement in der Tiroler Landeshauptstadt: „Innsbruck ist ein Ort in dem man alles, was man gut findet, selber machen muss.“
2009 gewann Fritz den FM4 Literaturwettbewerb Wortlaut mit seinem Text Goldhuhn, 2010 erhielt er bei den Rauriser Literaturtagen den Förderpreis. 2013 erschien sein Lyrik-Band intrinsische süßigkeit. Das Literatur Magazin Tirol schrieb, die Texte von Fritz „spiegeln die den Einzelnen überwältigende global anwachsende Informationsflut“. Es handle sich um: „höchst eigenwillige, gleichermaßen virtuose wie leichtfüßige Versgebilde, von denen nicht genau gesagt werden kann, ob sie Gedichte oder Gesänge oder ein Sprachrauschen sind.“ 2017 erschien die Textsammlung Die Vorbereitung der Tiere, in der Lesebühnen- und andere Texte versammelt sind, die überwiegend von „Tieren und Aspekten tierischen Lebens im Spätkapitalismus“ handelt.
In einer Reihe von Lecture Performances widmet sich Fritz seit 2017 Produktköniginnen.
Fritz schreibt zudem Texte für das Theater, teilweise wirkte er auch als Darsteller in den Inszenierungen mit. Mit der Innsbrucker Theatergruppe Triebwerk7 entstanden etwa Mermaids (2019) oder ROMY + JUDY (2022), über die Schauspielerinnen Romy Schneider und Judy Garland.
Seit 2013 arbeitet er mit einem Kollektiv rund um Xaver Schumacher (Franz-Xaver Franz), Lia Sudermann und Elias Stabentheiner, das sich seit 2017 Postmodern Talking nennt. Daraus entstand ein gleichnamiges Talkshow-Format, das in verschiedenen Varianten sowohl als Bühneninszenierung, sowie Online-Videoformat realisiert wurde. Zudem erarbeitete das Kollektiv abendfüllende Theaterstücke, etwa wir wollen eine nahwelt bauen (2013) oder Stabile Seitenlage (2015).
Von 2013 bis 2017 arbeitete er als Universitäts-Assistent am Institut für Vergleichende Literaturwissenschaft in Innsbruck und ist seitdem Lehrbeauftragter. 2017 schloss er sein Doktoratsstudium mit der Dissertation „Systemtheoretische Beschreibung gegenwärtiger Popkultur anhand von Phänomenen des Web 2.0“ ab.

## Werke (Auswahl)

### Literarische Veröffentlichungen
- intrinsische süßigkeit, Verlag Berger, 2013
- Die Vorbereitung der Tiere, edition laurin, 2020

### Theater
- EMMA, 2016 (Autor)
- HIDDEN TRACK, 2017 (Autor)
- MERMAIDS, 2019 (Autor)
- ROMY + JUDY, 2022 (Autor)

#### Stückerarbeitungen im Kollektiv
- ESSEN, 2021 (Triebwerk7)
- DIS.CRIMI.NATION, 2019 (Triebwerk7)
- The Untitled, 2018 (Triebwerk7)
- (Un)sichtbare Monster, 2017 (Triebwerk7)

- wir wollen eine nahwelt bauen, 2013 (Postmodern Talking)
- Stabile Seitenlage, 2015 (Postmodern Talking)
- Postmodern Talking – Die Show (2018, 2021)

### Wissenschaftliche Publikationen
- Drag als literarische Kategorie?. In: Sebastian Donat, Beate Eder-Jordan, Alena Heinritz, Magdalena Leichter und Martin Sexl (Hg.): Alles Verblendung? Was wir (nicht) wahrnehmen können, sollen, wollen. Bielefeld, 2022.
- „That’s How Similar Artists Are Made“ – Eine systemtheoretische, von einem Web 2.0-Phänomen inspirierte Beobachtung von Pop. Innsbruck, 2020
- Digitale Intermedialität – Literatur und das Netz. In: Dunja Brötz, Beate Eder-Jordan, Martin Fritz (Hg.): Intermedialität in der Komparatistik. Eine Bestandsaufnahme. Innsbruck, 2013
- Was wir mit Buffy denken können. Gemeinsam mit Carmen Sulzenbacher. In: Sarah Binder u. a. (Hg.): How I Got Lost Six Feet Under Your Mother: Ein Serienbuch. Wien, 2013
- »Wir sind zweimal zweite Wahl« (Intime) Selektionsempfehlungen im Web. 2.0 systemtheoretisch gesehen. In: Cornelia Hahn: E<3Motion. Intimität in Medienkulturen. Wiesbaden, 2014.
- »The Choice Not to Be Chosen« – Wie Buffy The Vampire Slayer mit Butler gedacht handeln kann? Gemeinsam mit Carmen Sulzenbacher. In: Nina Fuchs, Julia Prager (Hg.): [gender]: From Field Studies to Agency Theories, Reihe Sprachraum #4, Innsbruck, 2011

### Als Herausgeber
- 20 Jahre plattform mobile kulturinitiativen. Gemeinsam mit Christian Koubek und David Prieth. Innsbruck, 2024
- Mieze Medusa und Markus Köhle. 100 Jahre Poetry Slam und mehr. Gemeinsam mit Yasmin Hafedh und Peter Clar. Wien, 2025

## Auszeichnungen und Preise
- 1. Platz FM4 Wortlaut Wettbewerb (2009)
- Rauriser Literaturpreis (Förderpreis, 2010)
- Großes Literaturstipendium des Landes Tirol (2013/14)
- Hilde-Zach-Förderstipendium Literatur der Landeshauptstadt Innsbruck (2017)
- Literaturpreis der Universität Innsbruck (2018)